# 赫爾曼·何樂禮
赫爾曼·何樂禮（英語：Herman Hollerith，1860年2月29日—1929年11月17日）或譯赫爾曼·霍爾瑞斯，是一位德裔美籍的統計學家和發明家。基於打孔卡技術，他發明了打孔卡片製表機。他也是製表機器公司（Tabulating Machine Company）的創辦者，該公司是IBM的前身之一。何樂禮被廣泛認為是現代機械數據處理之父。隨著他發明的製表機，自動數據處理的時代開啟。

## 個人生活
赫爾曼·何樂禮是德裔美籍教授格奧爾格·何樂禮（Georg Hollerith）之子，赫爾曼出生時全家住在水牛城附近的大菲施林根，他在這裡度過了童年時代。1875年，赫爾曼進入紐約市立學院學習，1879年從哥倫比亞大學礦業學院“礦業工程”（Engineer of Mines）專業畢業，當年19歲。1880年作為礦業工程師生活在曼哈頓，1890年在哥倫比亞大學獲得博士學位。1882年進入麻省理工學院教授機械工程學，在此完成了其第一個打孔卡實驗。 後來搬到了華盛頓特區喬治城居住，並在此發明出了打孔卡片製表機。1929年在華盛頓因心臟病逝世，并葬於橡樹丘公墓。

## 發明

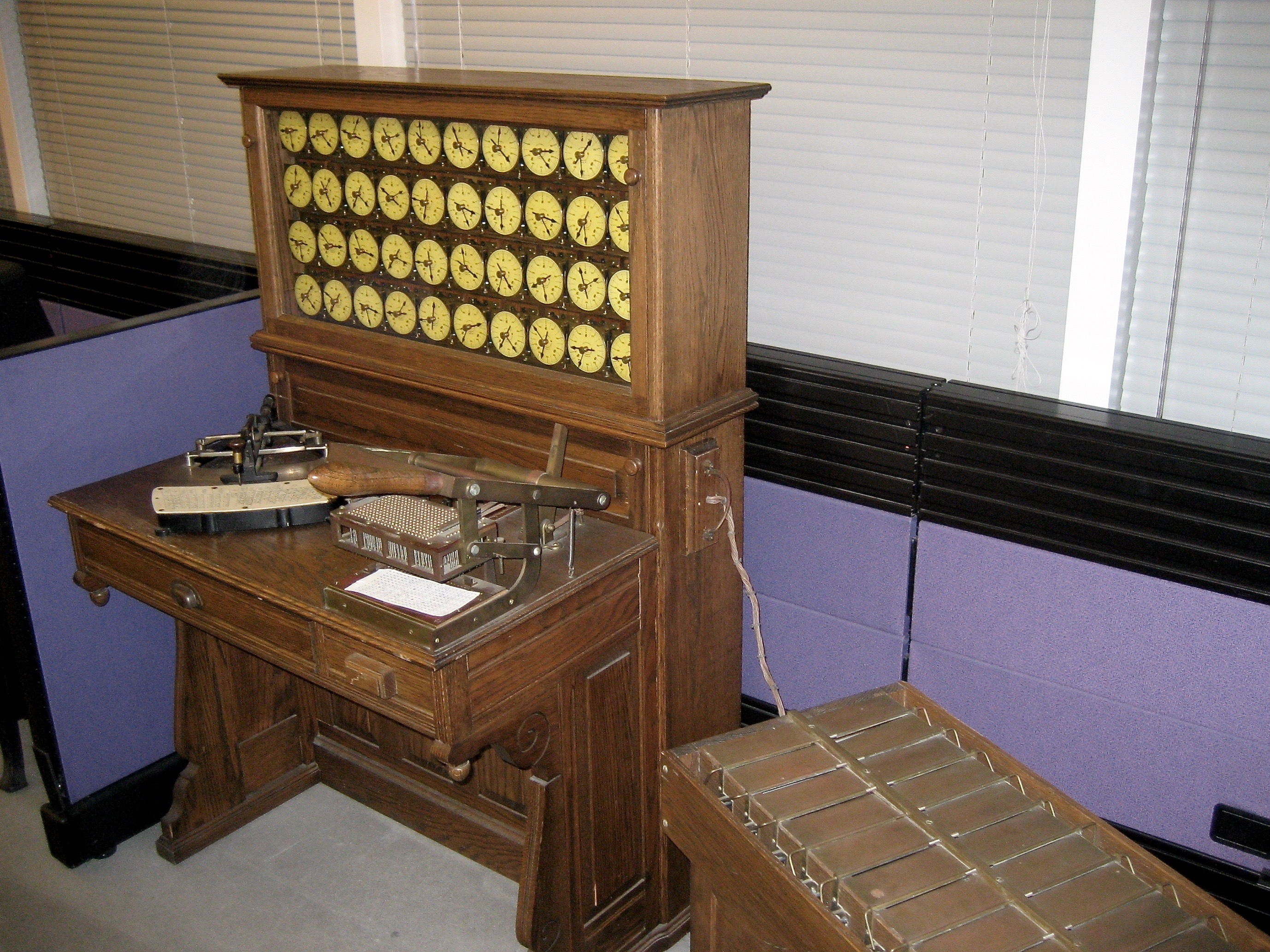
何樂禮製錶機和分類機

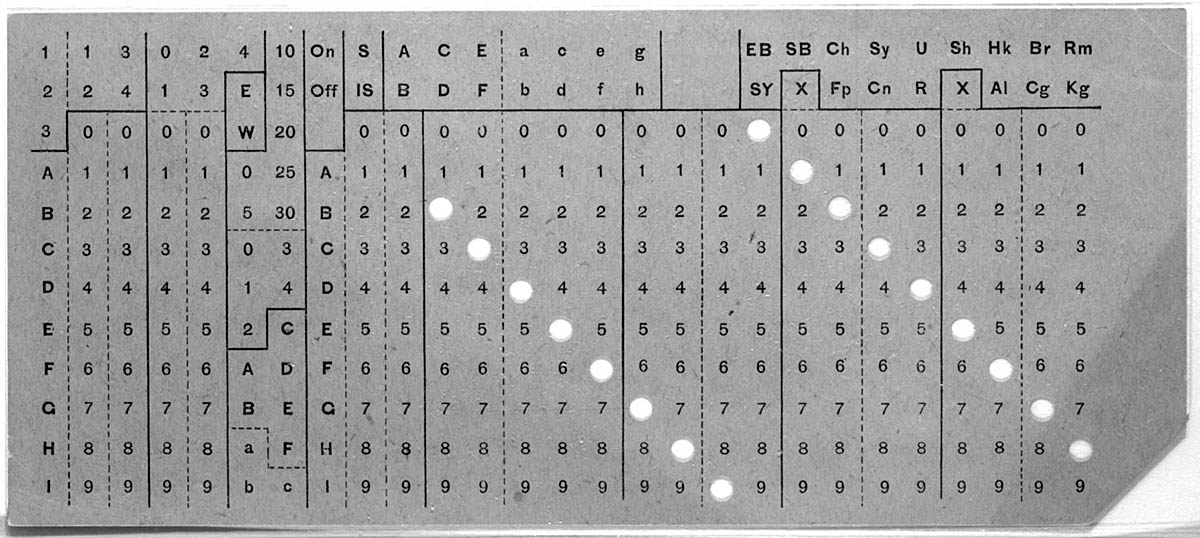
何樂禮打孔卡

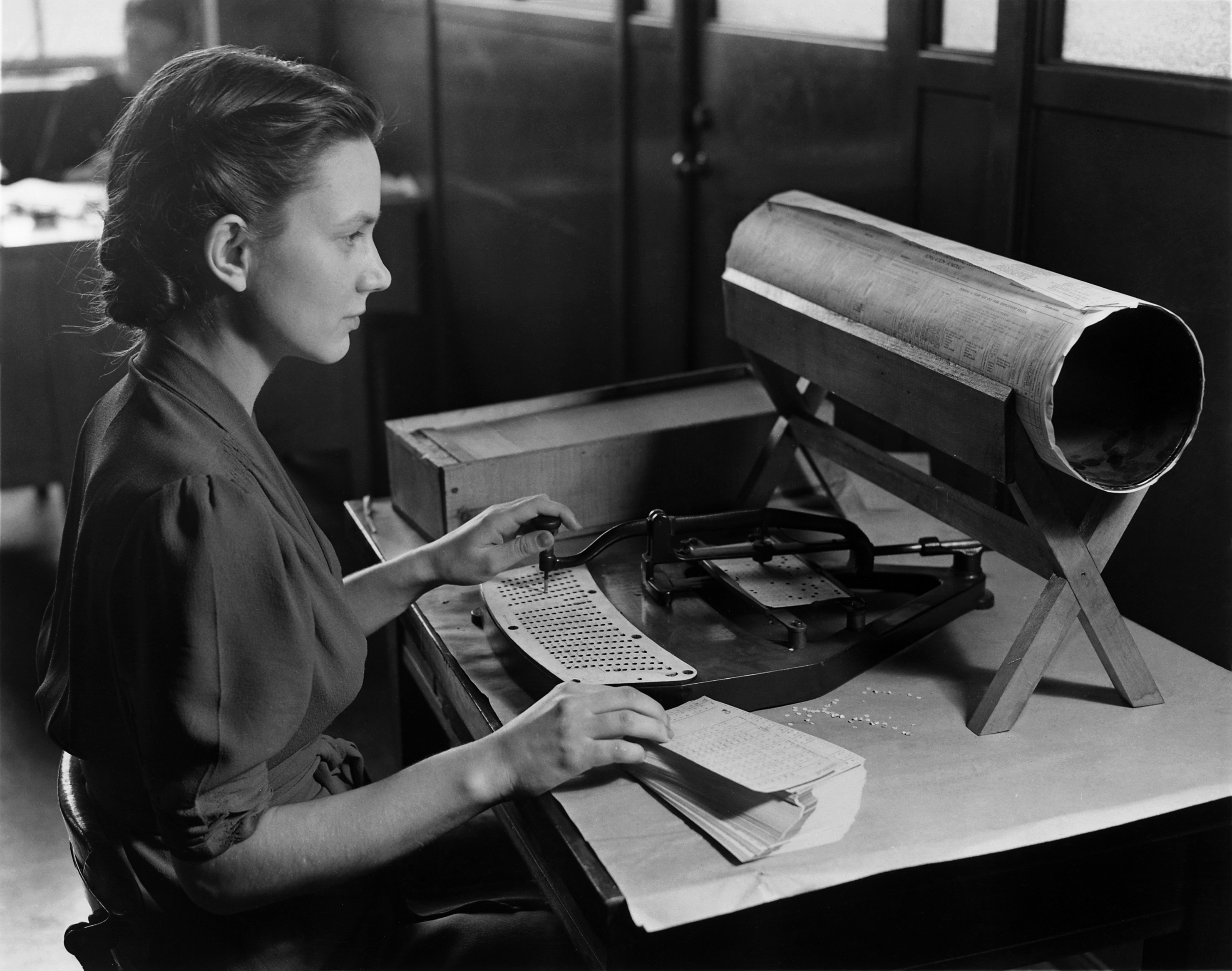
美國人口調查局使用著其製錶機

離開麻省理工學院的教授工作后開始為美國人口調查局工作，在約翰·肖·比林斯的敦促下，赫爾曼·何樂禮發明瞭使用電氣連接觸發記錄信息的機器。這個機器的關鍵點在與其可以從卡片上的特定排列的孔洞分析出數據來。他的博士論文《An Electric Tabulating System》（1889）便是以此為題。同年1月8日，赫爾曼·何樂禮申請了美國專利第395,782號，專利名為“編譯數據藝術”（Art of Compiling Statistics）。
他的機器實際上是在美國人口調查局的合約下完成的，製成後被用於1890年美國人口普查，普查工作因此得以在一年之內完成（1896年完成）。與此相比，1880年美國人口普查花去了八年時間。之後赫爾曼開始自己經營業務，并創立了製表機器公司（Tabulating Machine Company），向全世界的人口統計局推售自己的產品。因此之後英格蘭、意大利、德國、俄羅斯、澳大利亞、加拿大、法國、挪威、波多黎各、古巴和菲律賓都使用了其發明的製錶機。1911年該公司併入計算製錶記錄公司（Computing Tabulating Recording Company）。1924年此公司更名為萬國商業機器公司。

## 擴展閱讀
- Austrian, G.D. . Columbia. 1982. ISBN 0-231-05146-8.
- Heide, Lars. . Johns Hopkins. 2009. ISBN 0-8018-9143-4.

- Essinger, James. . Oxford: Oxford University Press. 2004.
- Hollerith, Herman. . Columbia University School of Mines. 1890.
- Hollerith, H. . The Quarterly, Columbia University School of Mines. April 1889, X (16): 238–255  [2014-03-31]. （原始内容存档于2011-05-14）.
- Hollerith, Herman. . Journal of the Royal Statistical Society (Journal of the Royal Statistical Society, Vol. 57, No. 4). December 1894, 57 (4): 678–682. JSTOR 2979610. doi:10.2307/2979610.

## 外部連結
- Hollerith's patents from 1889: US 395781 US 395782 US 395783
- Hollerith's 1890 Census Tabulator （页面存档备份，存于）
- IBM Archives: Herman Hollerith （页面存档备份，存于）
- IBM Archives: Tabulating Machine Co. plant （页面存档备份，存于）
- Early Office Museum: Punched Card Tabulating Machines （页面存档备份，存于）
- Hollerith page at the National Hall of Fame
- Map to his gravesite
- Columbia University Computing History: Herman Hollerith （页面存档备份，存于）
- 約翰·J·奧康納; 埃德蒙·F·羅伯遜, ,  （英语）
- The Norwegian Historical Data Center: Census 1900 Includes a description of the use of Hollerith machines ("complicated, American enumeration machines"), together with illustrations.
- Fleishman, Sandra. . Washington Post. March 5, 2005  [May 4, 2010]. （原始内容存档于2018-12-29）. – Hollerith's house
- The Research notes on Herman Hollerith （页面存档备份，存于） collection at Hagley Museum and Library  includes the research materials Geoffrey Austrian used to write Herman Hollerith: Forgotten Giant of Information Processing.
- Richard Hollerith Papers （页面存档备份，存于） at Hagley Museum and Library. Richard Hollerith was the grandson of Herman Hollerith and part of this collection documents the sale and settlement of the Herman Hollerith estate following the death of his last remaining child, Virginia.